# 마우베우기아
마우베우기아(Maubeugia)는 트라이아스기 후기 프랑스에 살았던 키노돈트이다. 마우베우기아 로타린기카(M. lotaringica)라는 종의 학명은 1997년에 명명되었다. 마우베우기아의 화석이 발견된 현장에는 다른 키노돈트류의 이빨도 함께 발견되었는 그 중에는 드로마테리움류(Dromatheriidae), 프로바이노그나투스류(Probainognathia), 그리고 다른 트레버소돈트류의 이빨들도 있었다. 마우베우기아의 화석은 이빨로 알려져 있는데 이빨의 크기가 작기 때문에 비교적 외소한 키노돈트로 추정된다. 이빨이 발견된 퇴적물은 이들이 해안선을 따라 살았음을 알려준다.
1. ↑  Godefroit, P.; Battail, B. (1997). “Late Triassic cynodonts from Saint-Nicolas-de-Port (north-eastern France)”. 《Geodiversitas》 19 (3): 567–631.